# Trossingen-Formation

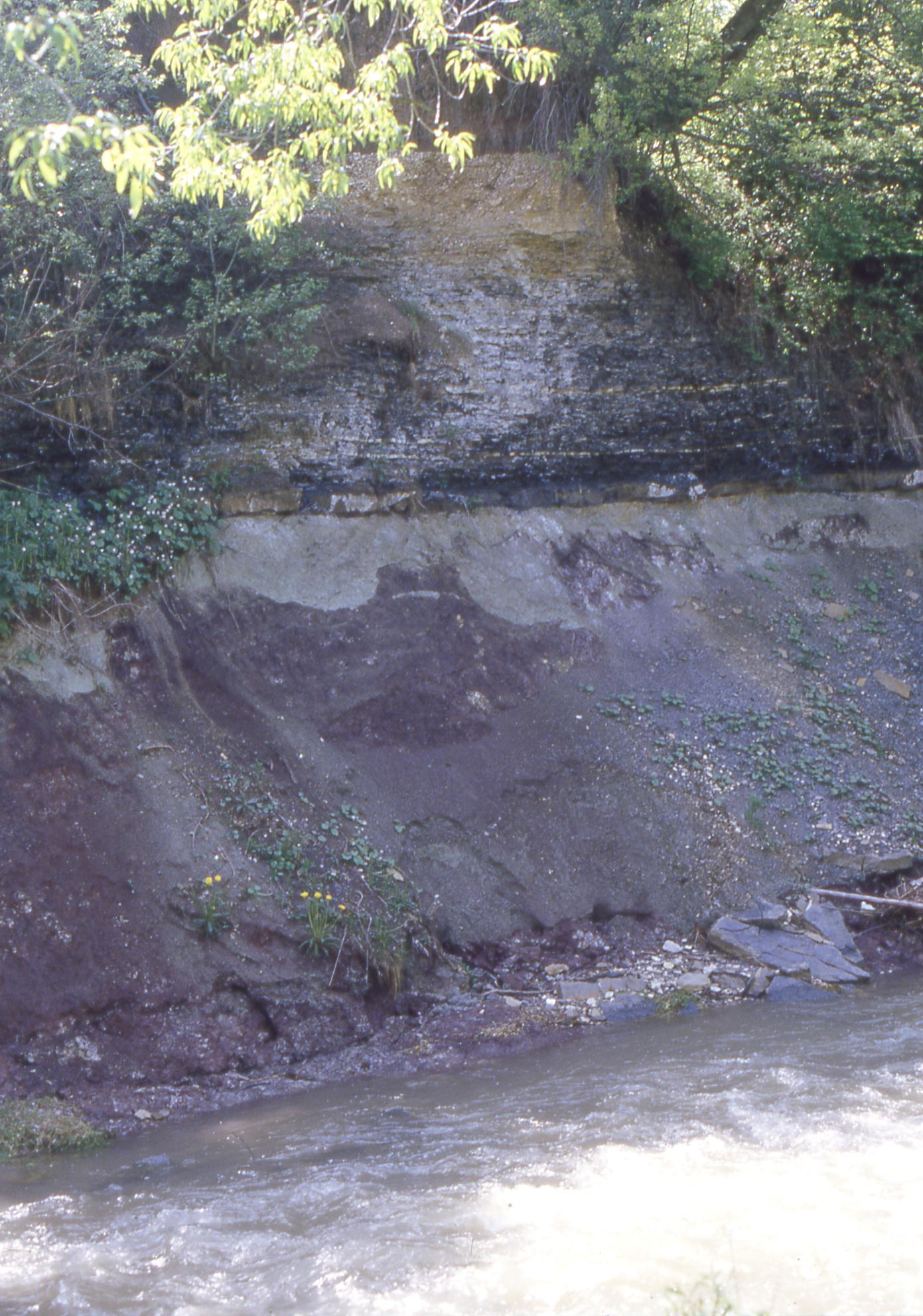
Grenzaufschluss zwischen Exter-Formation im Hangenden und Trossingen-Formation im Liegenden bei Hechingen-Stein

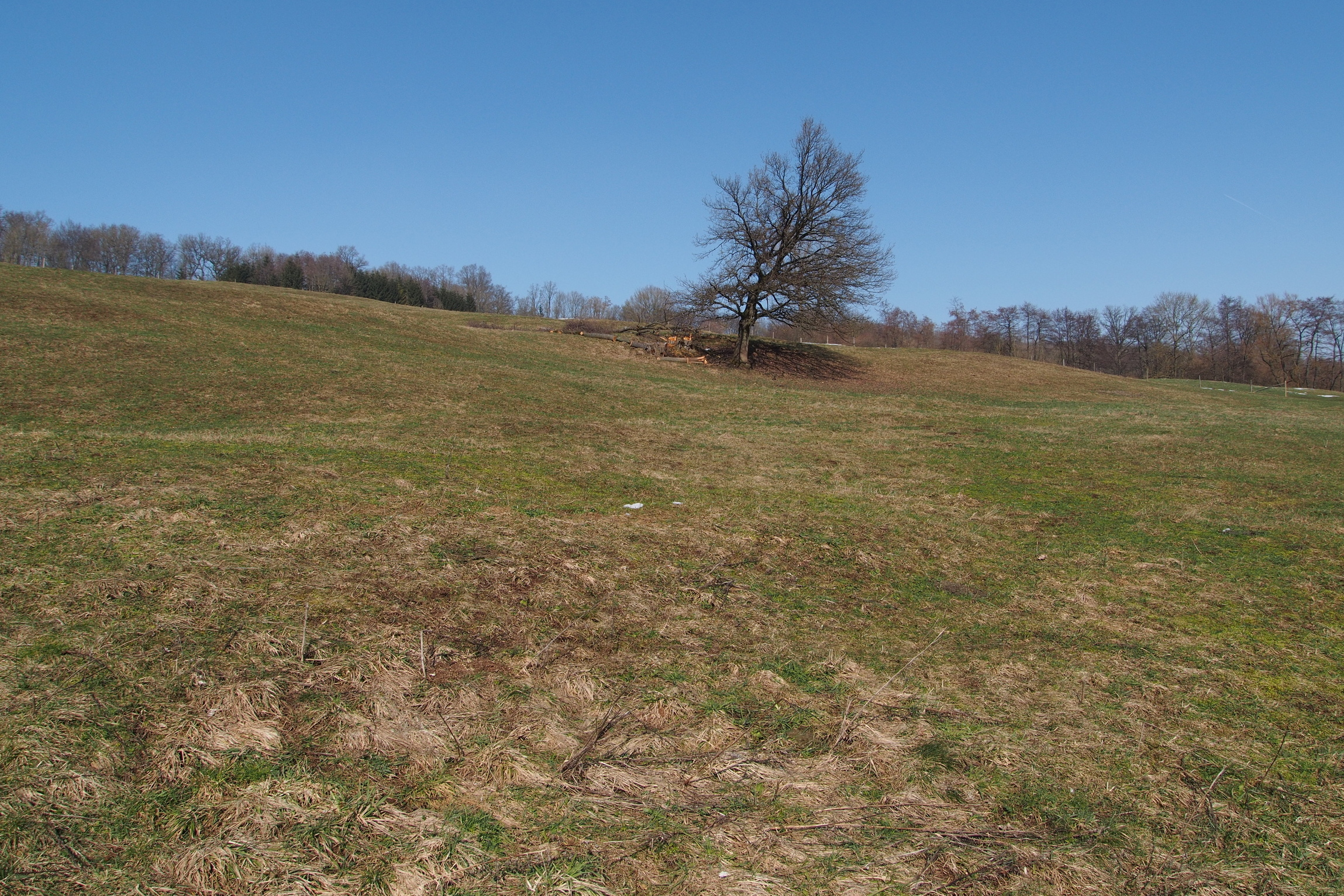
Knollenmergel-Wiese bei Leinzell

Die Trossingen-Formation (früher auch Knollenmergel oder Feuerletten) ist eine lithostratigraphische Einheit vom Rang einer Formation. Sie gehört zur Keuper-Gruppe der Germanischen Trias. Die Trossingen-Formation wird unterlagert von der Löwenstein-Formation und erosiv überlagert von der Exter-Formation, teilweise auch direkt vom Schwarzen Jura.

## Definition
Die Liegendgrenze der Trossingen-Formation ist eine diachrone Faziesgrenze und äußert sich durch das Aussetzen der Sandsteine der Löwenstein-Formation. Auch die Hangendgrenze ist faziell scharf ausgebildet und gekennzeichnet durch die erosive Überlagerung mit terrestrischen Sedimenten diverser lokal verbreiteter Schichtglieder der Exter-Formation (Malschenberg-Ton oder -Sandstein, Contorta-Ton, Tübingen-Sandstein) oder, bei ausgedehnterem Oberkeuper-Hiatus, direkt mit den dunklen marinen Tonsteinen des Schwarzen Jura.
Die Trossingen-Formation selbst besteht aus recht einheitlichen, rotbraunen bis roten, teils violetten Tonsteinen, in die sich gelegentlich Kalkknollenlagen einschalten (daher der Name „Knollenmergel“). In Nordfranken können auch mehrere Meter mächtige, durchgehende Kalkkrusten vorkommen. Am Top der Folge treten lokal auch kohlige Tonsteine und verkieselte Kalke auf.
Die Trossingen-Formation ist auf den Randbereich zur Vindelizischen Schwelle und damit auf das Süddeutsche Schichtstufenland beschränkt. Die Mächtigkeit beträgt durchschnittlich etwa 40 bis 50 m, in Nordfranken werden Werte zwischen 55 und 60 m erreicht. In Südwürttemberg (Wutach-Gebiet) nimmt die Mächtigkeit auf 10 m ab. Die Mächtigkeitsunterschiede gehen zum einen auf die Verzahnung mit der Löwenstein-Formation und zum anderen auf die rhätisch/frühjurassische Erosion zurück.
Chronostratigraphisch wird die Trossingen-Formation in das oberste Norium oder untere Rhaetium (obere Obertrias) gestellt. Die Typlokalität bzw. das Typprofil ist der Prallhang des Trosselbaches bei Trossingen (Kreis Tuttlingen). Sie ist nach der Stadt Trossingen benannt worden. Die Typregion ist das südwestliche Baden-Württemberg.

## Gliederung
Bisher ist noch keine Untergliederung der Trossingen-Formation vorgenommen worden.

## Ablagerungsraum
Der Ablagerungsraum war ein weites, flaches Becken mit warmem Klima, in dem sich Seen und Sümpfe ausbreiteten, die während Phasen mit geringen Niederschlägen weitgehend austrockneten. Verbreitete Bodenbildungen (Wurzelhorizonte, Kalkknollen und -krusten) deuten auf längere Unterbrechungen in der Sedimentation hin. Das Top der Formation wurde bereits unter marinem Einfluss abgelagert, wie Funde von Foraminiferen beweisen.

## Fossilien
Die Trossingen-Formation ist durch den „Plateosaurier-Friedhof“ von Trossingen weltbekannt geworden. Die gut erhaltenen Skelette sind heute z. T. montiert im Naturkundemuseum Stuttgart im Museum am Löwentor, und im Museum Auberlehaus in Trossingen selbst ausgestellt. Trossinger Plateosaurier finden sich auch in den Museen von Tübingen und New York (USA).
Neben den Plateosauriern sind es vor allem die gut erhaltenen Fossilien der „Urschildkröte“ Proganochelys quenstedti, welche die paläontologische Bedeutung des Trossinger Saurierfriedhofes begründeten.
Weitere, weniger spektakuläre Fossilfunde in der Trossingen-Formation sind Muscheln (Bivalvia) und Muschelkrebse (Ostracoda). Am Top der Formation belegen Foraminiferen bereits marinen Einfluss.

## Geomorphologie und wirtschaftliche Bedeutung
Die Ausbisse der Trossingen-Formation (Knollenmergel) werden durch sogenannte „buckelige“ Wiesen gekennzeichnet. Der Knollenmergel bildet sehr schwere Böden (Minutenboden), die durch typisches Baumwachstum (krumme und schiefe Bäume) erkennbar sind, und neigt nach Regenfällen zu häufigen Rutschungen. Oftmals können Knollenmergel-Landschaften nur für Streuobstwiesen genutzt werden.
Durch seinen Reichtum an Tonstein ist der Knollenmergel, wie viele Keuper-Formationen, ein schwieriger Untergrund für Gebäude jeglicher Art, weil die Tonsteine Drei-Schicht-Tonminerale enthalten, die durch Wassereinlagerung in den Zwischenschichten quellfähig sind. Auch intensiver Ackerbau ist daher aufgrund der sehr von der Witterung abhängigen Bearbeitungsmöglichkeiten problematisch.
Der Knollenmergel neigt, wie viele tonsteindominierte Gesteinsfolgen, zum Hangkriechen. Dies äußert sich darin, dass Bäume an Hängen Säbelwuchs zeigen.